# Coenocharopa yessabahensis
Coenocharopa yessabahensis är en snäckart som beskrevs av Stanisic 1990. Coenocharopa yessabahensis ingår i släktet Coenocharopa och familjen Charopidae. IUCN kategoriserar arten globalt som otillräckligt studerad. Inga underarter finns listade i Catalogue of Life.